# 米娜瓦神廟

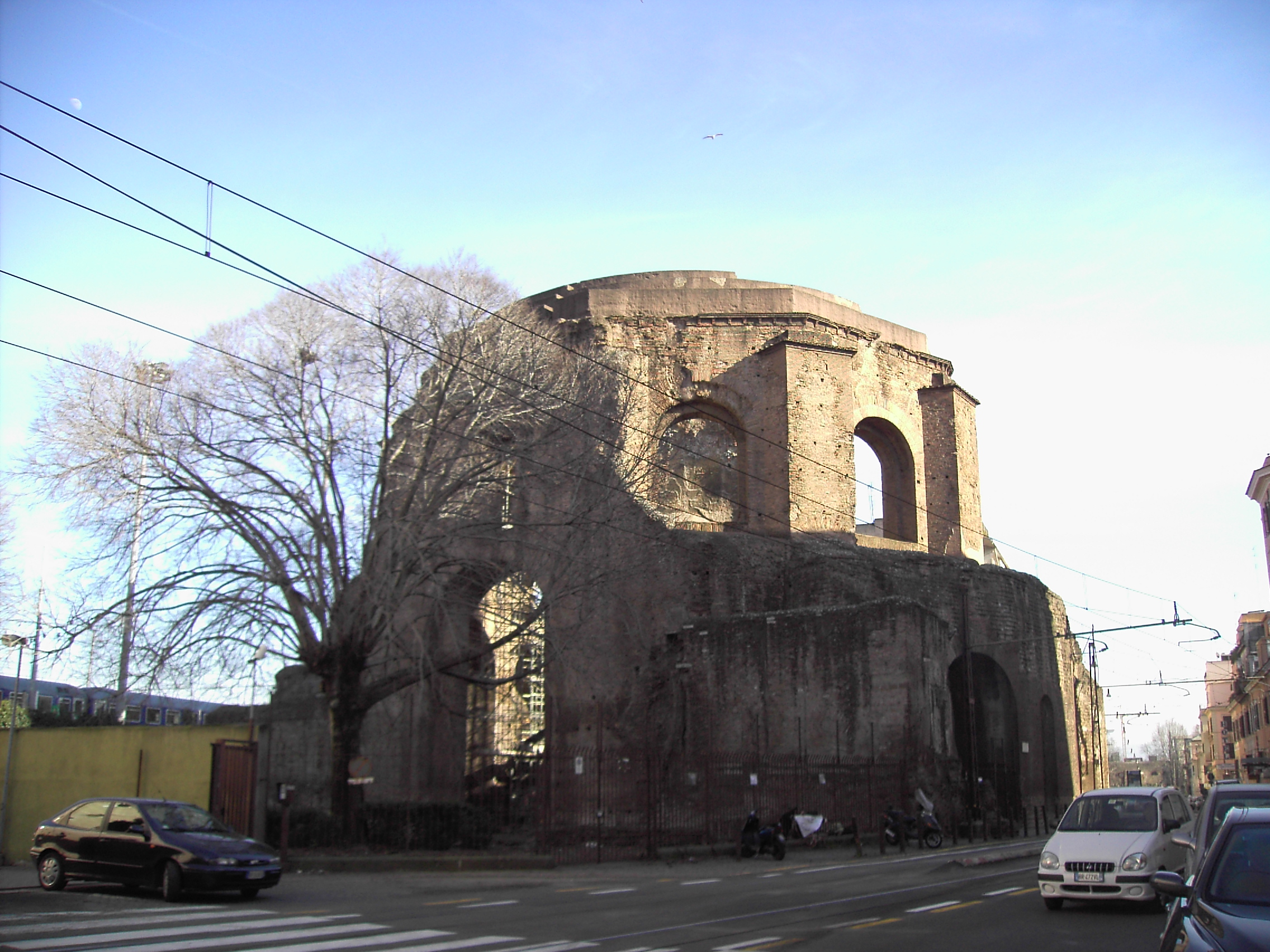
米娜瓦神廟

米娜瓦神廟（Temple of Minerva Medica）是一座羅馬帝國時期的寧芙神廟遺跡，位於奧勒良城牆內。這座建築的外觀體現了古羅馬建築從金宮的八角形頂到萬神殿穹頂之間的過渡。